# Litevské národní činoherní divadlo
Litevské národní činoherní divadlo (litevsky: Lietuvos nacionalinis dramos teatras) je národní dramatická scéna Litvy, se sídlem v hlavním městě Vilniusu. Založena byla 1. srpna 1940 pod názvem Vilniuské státní divadlo (Vilniaus valstybės teatras). První představení se konalo 6. října 1940 a šlo o hru Naděje nizozemského autora Hermana Hijermanse. Motiv z této hry - rybářská loďka - je dodnes ve znaku divadla. 24. července 1998 bylo prohlášeno divadlem národním a od té doby nese i současný název. Současná budova divadla na Gediminasově třídě byla postavena v roce 1981 podle návrhu bratrů Algimantase a Vytautase Nasvytiseových. Za originální, upozaděnou vestavbu mezi dva historické domy byli architekti v roce 1983 oceněni Státní cenou SSSR. Sousoší tří múz (Kalliopé, Thálie, Melpomené) na průčelí divadla z dílny sochaře Stanislovase Kuzmy se stalo jedním ze symbolů Vilniusu. Od roku 2005 divadlo pořádá festival Versmė.